# Samadhi (boeddhisme)
Samadhi (Pali) betekent in het boeddhisme een geconcentreerde, ontspannen, naar binnen gerichte aandacht of meditatie, die voor een langere periode gehandhaafd wordt.
Een alternatieve omschrijving is het 'samenkomen van de geest' of 'eenpuntigheid van geest'.
'Juiste samadhi' is het achtste onderdeel van het Achtvoudig Pad.

## Werking
Tijdens samadhi wordt de aandacht zodanig gericht, dat het onderscheid tussen "waarnemer" en "waargenomene", of subject en object, verdwijnt. Waargenomene, waarnemer en waarneming worden gezien als het geheel dat ze zijn, in plaats van de onderverdeling die wij maken. Dat-wat-is is niet alleen de persoon, maar ook het waargenomene, en de waarneming, die niet los van elkaar bestaan.
Samadhi begint met het richten van alle aandacht of energie van de geest op één object. Voorbeelden hiervan zijn: een mantra, het proces van in- en uitademen, de lichaamspositie, een visueel mentaal beeld (nimitta), een mentale staat (zoals metta). Vervolgens maakt de aandacht zich los van dit ene object, en andere inhouden van de geest, om als 'aandacht-op-zich' vastgehouden te worden.

## Niveaus van Samadhi
Er zijn verschillende soorten of niveaus van samadhi, welke nader uitgelegd worden in de commentaren van de Theravada traditie:
1. Khanika samadhi (kortstondige samadhi): wanneer de geest zo'n 5 minuten lang op een (intern) object gericht kan zijn. Bij khanika samadhi is het relatief makkelijk om terug te vallen in rusteloosheid; het is daardoor niet erg geschikt als basis voor de ontwikkeling van inzicht (vipassana).
2. Upacara samadhi (aangrenzende samadhi): wanneer de geest in staat is zich een half uur lang op een object te concentreren. In Upacara samadhi ontstaan er vaak visuele mentale beelden. Upacara samadhi is nog te onstabiel om als goede basis voor een langdurige reflectie of beschouwing te dienen.
3. Appana samadhi (gefixeerde samadhi): wanneer de geest zich twee uur zonder onderbreking op een object kan concentreren. Appana samadhi is zeer geschikt als basis voor een langdurige reflectie of beschouwing, wat leidt tot de ontwikkeling van vipassana of diep penetrerend inzicht. Soms wordt appana samadhi met de jhanas geïdentificeerd.

## Jhanas
De jhanas zijn opeenvolgende niveaus van verdieping van het gewaarzijn. Wanneer de geest tijdens meditatie een van de jhanas binnentreedt, is de concentratie zo diep dat de geest zich niet bewust kan zijn van het fysieke lichaam.

## Mindfulness, samatha en vipassana
De Theravada-tradities kennen gewoonlijk twee methodes van het bereiken van (juiste) samadhi, namelijk 1) samatha of kalmtemeditatie en 2) vipassana. Deze twee worden door sommige onderzoekers en leraren ook wel als aspecten van meditatie omschreven in plaats van als methodes. Samadhi is verschillend van mindfulness- en gerelateerde technieken, maar staat er ook niet helemaal los van. Mindfulness (sati) is het zevende onderdeel van het achtvoudige pad. Hierin is men zich juist bewust van alles wat er gebeurt. Gecombineerd met vipassana, analyse van de veranderlijkheid en onbestendigheid van alles wat er is, leidt dit tot inzicht in de drie karakteristieken. Samadhi vraagt ook om aandacht, maar begint met fixatie op één object. Maar de eenpuntigheid die hiermee bereikt wordt kan weer gebruikt worden voor vipassana.